# Тырговиште (община)
Тырго́виште (болг. Община Търговище) — община в Болгарии. Входит в состав Тырговиштской области. Население составляет 75 158 человек (на 21.07.05 г.).

## Состав общины
В состав общины входят следующие населённые пункты:
1. Алваново
2. Александрово
3. Баячево
4. Бистра
5. Божурка
6. Братово
7. Буйново
8. Буховци
9. Вардун
10. Васил-Левски
11. Голямо-Ново
12. Голямо-Соколово
13. Горна-Кабда
14. Давидово
15. Драгановец
16. Дралфа
17. Дылгач
18. Здравец
19. Копрец
20. Кошничари
21. Кралево
22. Крышно
23. Лиляк
24. Ловец
25. Макариополско
26. Маково
27. Миладиновци
28. Мировец
29. Момино
30. Надарево
31. Овчарово
32. Осен
33. Острец
34. Пайдушко
35. Певец
36. Подгорица
37. Преселец
38. Пресиян
39. Пресяк
40. Пробуда
41. Пролаз
42. Разбойна
43. Ралица
44. Росина
45. Руец
46. Стража
47. Сыединение
48. Твырдинци
49. Тырговиште
50. Тырновца
51. Цветница
52. Черковна